# Birte Meyer
Birte Meyer (Osnabrück, 5 luglio 1971) è un'ex cestista tedesca.

## Carriera
Con la Germania ha disputato i Campionati europei del 1995.